# Spelerpinae
Spelerpinae was een onderfamilie van salamanders uit de familie longloze salamanders (Plethodontidae).
De groep wordt tegenwoordig niet meer erkend.